# Kourlovo
Kourlovo (en russe : Курлово) est une ville de l'oblast de Vladimir, en Russie. Sa population s'élevait à 6 309 habitants en 2021.

## Géographie
Kourlovo est située à 19 km au sud de Gous-Khroustalny, à 79 km au sud de Vladimir et à 192 km à l'est-sud-est de Moscou.

## Histoire
Kourlovo a été créée près d'une verrerie, fondée en 1811. Elle accéda au statut de commune urbaine en 1927 et à celui de ville en 1998. Kourlovo possède une gare sur la ligne de chemin de fer Vladimir – Toumskaïa.

## Population
Recensements (*) ou estimations de la population
| 1926* | 1959* | 1970* | 1979* | 1989* |
| ----- | ----- | ----- | ----- | ----- |
| 2 193 | 8 410 | 8 664 | 8 428 | 7 889 |

| 2002* | 2010* | 2012  | 2013  | 2021* |
| ----- | ----- | ----- | ----- | ----- |
| 7 433 | 6 764 | 6 643 | 6 516 | 6 309 |